# Actenicerus
Actenicerus är ett släkte av skalbaggar som beskrevs av Ernst Hellmuth von Kiesenwetter 1858. Actenicerus ingår i familjen knäppare.
Släktet innehåller bara arten Actenicerus sjaelandicus.

## Bildgalleri

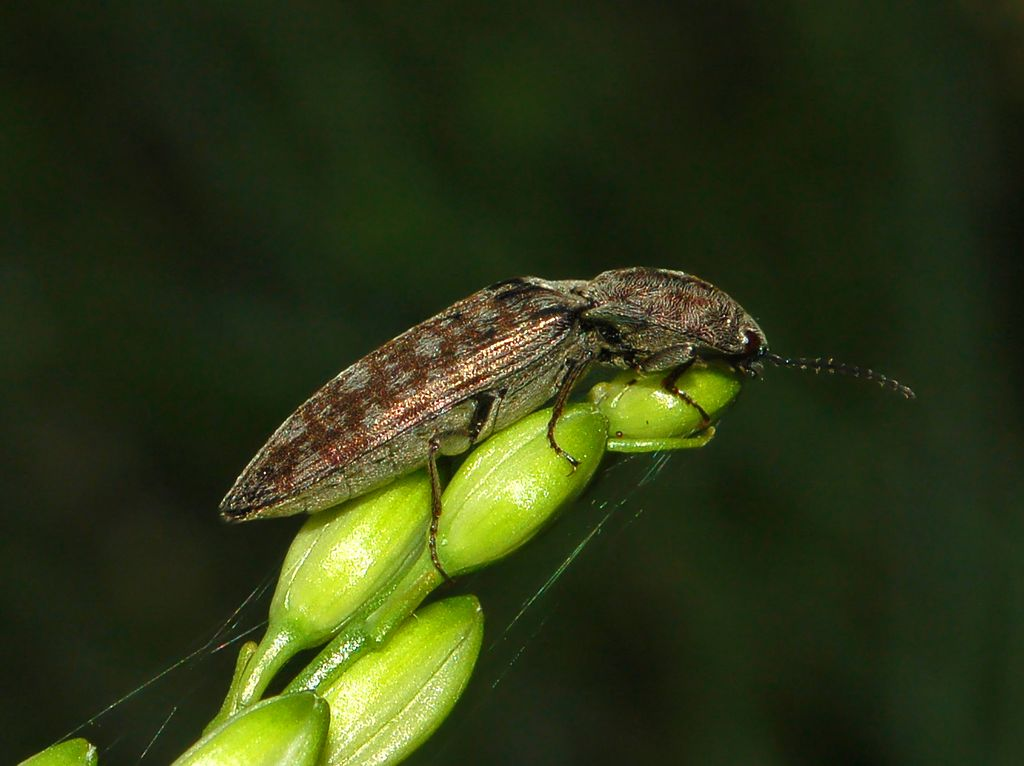